# Nimm, was dein ist, und gehe hin, BWV 144
Nimm, was dein ist, und gehe hin, BWV 144 (Agafa el que és teu, i vés-te’n!),
 és una cantata religiosa de Johann Sebastian Bach per al diumenge de Septuagèsima, estrenada a Leipzig, el 6 de febrer de 1724.

## Origen i context
L'autor anònim – ha estat atribuïda a  Picander – utilitza en el cor inicial un versicle de l'evangeli del dia, Mateu (20, 14), que narra la Paràbola dels treballadors de la vinya; per al tercer número empra la primera estrofa de l'himne Was Gott tut, das ist wohlgetan de Samuel Rodigast (1674) i per al coral final la primera estrofa de l'himne Was mein Gott will, d'Albrecht von Preusen, marcgravi de Brandenburg (1547). Inicialment es dubtà de l'autenticitat d'aquesta cantata, però avui dia se sap que fou composta per Bach i estrenada el 6 de febrer de 1724, dia en què caigué el diumenge de Septuagèsima, és a dir, el diumenge de la setmana de carnaval, tres diumenges abans de l'inici de la quaresma. Per aquest dia es conserven dues altres cantates, la BWV 84 i la BWV 92.

## Anàlisi
Obra escrita per a soprano, contralt, tenor i cor; dos oboès, oboè d'amor, corda i baix continu. Consta de sis números.
1. Cor: Nimm, was dein ist, und gehe hin (Agafa el que és teu, i vés-te’n!)
2. Ària (contralt): Murre nicht (No et queixis)
3. Coral: Was Gott tut, das ist wohlgetan (Tot el que Déu fa, està ben fet)
4. Recitatiu (tenor): Wo die Genügsamkeit regiert (Allí on la moderació)
5. Ària (soprano): Genügsamkeit (La moderació)
6. Coral: Was mein Gott will, das gscheh allzeit (El que el meu Déu vol, sempre es fa)

El cor inicial és una fuga clàssica, en què els instruments doblen les veus, amb el tema del primer versicle, i un contrapunt sobre gehe hin (vés-te'n). El número 2, és una ària de contralt amb els violins i els oboès, amb un aire de dansa clar, un minuet. Segueix el coral que canta el text indicat amb una melodia de Severus Gastorius (1681). El recitatiu de tenor següent, comença en secco i acaba en arioso; l'ària de soprano, número 5, és el passatge més important, amb l'oboè d'amor i el baix continu, es repeteix de manera insistent la paraula Genügsamkeit (moderació) i presenta una vocalització sobre allen (tota). L'obra acaba amb el coral habitual, que canta el text indicat amb la melodia de Claude de Sermisy (1529). Té una durada aproximada d'un quart d'hora.

## Discografia seleccionada
- J.S. Bach: Das Kantatenwerk. Sacred Cantatas Vol. 8. Gustav Leonhardt, Knabenchor Hannover (Heinz Hennig, director), Collegium Vocale Gent (Philippe Herreweghe, director), Leonhardt-Consort, Ansgar Pfeiffer (solista del cor), Paul Esswood, Kurt Equiluz. (Teldec), 1994.
- J.S. Bach: The complete live recordings from the Bach Cantata Pilgrimage. CD 9: Grote Kerk, Naarden; 20 de febrer de 2000. John Eliot Gardiner, Monteverdi Choir, English Baroque Soloists, Miah Persson, Wilke te Brummelstroete, James Oxley. (Soli Deo Gloria), 2013.
- J.S. Bach: Complete Cantatas Vol. 7. Ton Koopman, Amsterdam Baroque Orchestra & Choir, Lisa Larsson, Bogna Bartosz, Gerd Türk. (Challenge Classics), 2004.
- J.S. Bach: Cantatas Vol. 17. Masaaki Suzuki, Bach Collegium Japan, Yokari Nonoshita, Robin Blaze, Gerd Turk. (BIS), 2002.
- J.S. Bach: Church Cantatas Vol. 44. Helmuth Rilling, Gächinger Kantorei, Bach-Collegium Stuttgart, Arleen Augér, Helen Watts, Adalbert Kraus. (Hänssler), 1999.
- J.S. Bach: Cantatas for the Liturgical Year, Vol. 8. Sigiswald Kuijken, La Petite Bande, Gerlinde Sämann, Petra Noskoiova, Christoph Genz. (Accent), 2008.